# Ernst-Wilhelm Gohl
Ernst-Wilhelm Gohl (* 3. Juni 1963 in Stuttgart) ist ein deutscher evangelischer Pfarrer. Er ist seit 2022 der Landesbischof der Evangelischen Landeskirche in Württemberg.

## Leben
Ernst-Wilhelm Gohl wuchs in Esslingen-Sulzgries und Mössingen auf und leistete Zivildienst. Anschließend war er als Rettungsassistent beim Deutschen Roten Kreuz tätig. Er studierte Evangelische Theologie an den Universitäten Tübingen und Bern sowie an der Theologischen Fakultät der Tempio Valdese di Roma in Rom, die zur Evangelischen Waldenserkirche Italiens gehört. Nach dem Vikariat in Böblingen war er von 2001 bis 2006 Pfarrer an der Stadtkirche in Plochingen.
Von 2006 bis 2022 war er Dekan des Kirchenbezirks Ulm. Seit 2007 ist er Mitglied der Landessynode der Evangelischen Landeskirche in Württemberg, wo er bis zu seiner Wahl zum Landesbischof 2022 dem Gesprächskreis Evangelium und Kirche angehört hat, der als kirchenpolitisch mittig gilt.
Bei der Wahl zum Bischof im März 2022 konnte zunächst in vier Wahlgängen keiner der drei Bewerber (neben Gohl waren dies Gottfried Heinzmann vom konservativ-pietistischen Gesprächskreis Lebendige Gemeinde und Viola Schrenk vom liberalen Gesprächskreis Offene Kirche) die notwendige Zweidrittelmehrheit erreichen. Im fünften Wahlgang erreichte Gohl, der sich nach dem zweiten Wahlgang zunächst zurückgezogen hatte, als nun einziger erneut nominierter Kandidat die Zweidrittelmehrheit.
Gohl wurde am 24. Juli 2022 in der Stuttgarter Stiftskirche in sein Amt eingeführt. Er folgte dem bisherigen Bischof Frank Otfried July nach.
Im September 2022 wurde er als Vertreter der EKD in den Vorstand der Arbeitsgemeinschaft Christlicher Kirchen in Deutschland gewählt. Im März 2025 wählte die Mitgliederversammlung ihn zum stellvertretenden Vorstandsvorsitzenden der ACK in Deutschland.

## Familie
Gohl ist Sohn des evangelischen Pfarrers Ulrich Gohl (1930–2015). Mit seiner Ehefrau, einer Apothekerin, hat er zwei erwachsene Kinder; ein weiteres Kind verunglückte im Kleinkindalter tödlich.

## Auszeichnungen
- 2019: Reinhold-Maier-Preis der Reinhold-Maier-Stiftung[5]